# Facit DS 9000
Facit DS 9000 var en eldledningsdator för radargruppcentralerna i stridsledningssystemet STRIL 60 som utvecklades av Facit AB. Konstruktören var Börje Larsson som rekryterades från Bofors. Konsollen till DS 9000 formgavs av Sigvard Bernadotte.
DS 9000 togs i drift c:a 1965 och användes till en början för stridsledning medan den andra datorn i radargruppcentralerna Censor 120 användes för höjdmätning. Programvaran för datorn utvecklades av Autocode AB.
Senare fick DS 9000 även funktioner för störpejlning. Åren 1988–1990 avvecklades användningen av DS 9000 och uppgifterna togs över av Censor 932 E och Ericssons dator APN 167-11.
Under början av 2010-talet genomförde några veteraner ett försök till restaurering och driftsättning av DS 9000 på Teleseum, vilket var delvis framgångsrikt.